# My postillion has been struck by lightning

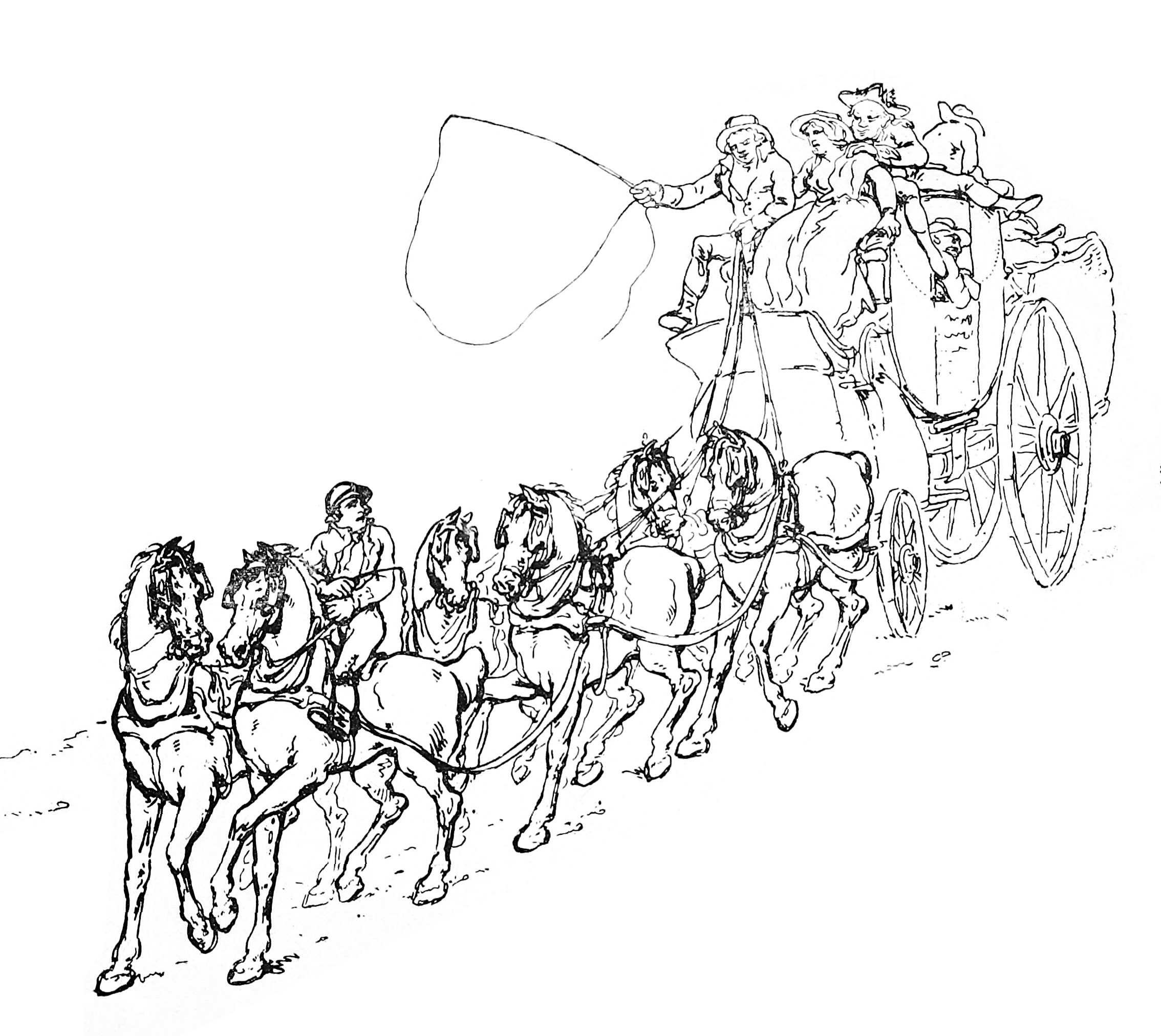
1793年に描かれたイギリスのエッチング画。左前の馬に乗っているのがポスティリオン

My postillion has been struck by lightning（和訳：私の馬車の御者が雷に打たれた）は、19世紀から20世紀初頭にかけて出版された英語の教科書や用例集で多用された例文である。「誤りではないが実用性が低い文」の例として度々引き合いに出される。

## 解説の例
1988年にブロートンらが書いた「外国語としての英語教育」には次のような説明がある。
ポルトガル人向けの英語教本によく使われる例文に「Pardon me, but your postillion has been struck by lightning. (失礼ですが、あなたの騎乗御者が雷に打たれました)」という奇妙なものがある。これは誰が、誰に、どのような状況で言ったのかという文脈を全く考えていないことを示している。
一方で、ある程度はやむを得ない、という立場で解説した本もある。2003年にガイ・クックが書いた「応用言語学」には次のように書かれている。
外国語教本の例文は、すでに習った文法や語彙だけが含まれているよう苦労して、その生徒の母国語に翻訳したり、母国語から翻訳されたりしていた。このような文章は、考えられる用途とはかけ離れた奇妙なものであることが多く、以来、ジョークのネタにされてきた。誰もが「My postilion has been struck by lightning」や「La plume de ma tante(フランス語で「私の叔母の羽ペン」)」という言葉を耳にしたことがあるだろう。

## 初出
19世紀になると、ビジネスマンや裕福な旅行者のために、出版社が多くの言語の文例集を出版した。
初期の例としては，1825年にゲオルグ・ヴォルフルムが書いた「若者のためのハンドブック」に「その騎乗御者は横柄でしたか？（Are the postilions insolent?）」という文が英語，ドイツ語，フランス語，イタリア語で書かれている。同じ文例が1870年のベデカーの「旅行者のための会話集」にも載せられている。
ジョン・マレーが1847年に出版した「旅行会話ハンドブック」では「旅先のトラブル」という項目で、自分の御者がケガをした、悪天候に見舞われたといった場合の言い方を英語、フランス語、ドイツ語、イタリア語で書いている。
おお、なんということでしょう。騎乗御者が落馬した。
怪我していませんか？
隣のコテージに助けを求めて走ります。

外科医を呼んでください。
足や腕が折れているようです。
頭を打たれています。
そっと家に運んであげてください。
激しい雨が降っています。
空が光りました。雷です。
1889年9月14日に発行されたロンドンの絵入り週刊誌「The Graphic」に掲載された劇場レビューには、マレーの旅行ガイドからの引用として、次のように書かれている。
グリニッジ劇場の経営者は、芝居のビラに劇場の見取り図を載せ、そこにすべての出口を目立つように表示するというアイディアを思いついた。これを見た人が、火事やパニックに直面したときにこれを見る人はいないだろう、と批判した。これを聞いて私は、ある紳士がマレー氏の「Travel Talk」に「Dear me, our postillion has been struck dead by lightning!」と4か国語で書かれているのを批判していたことを思い出した。
1916年8月30日号のイギリスの雑誌『パンチ』には、こんな項目がある。
 バルカン半島に派遣されている将校からの手紙によると、「私の騎乗御者は雷に打たれた」という便利なフレーズで始まるハンガリー語・英語の文例集に出会ったとのことである。
1932年にSeptimus Despencerが書いた『Little Missions』という本には次のように書かれている。
かつて私は、現在のユーゴスラビア、当時の南ハンガリーの鉄道駅の側線に24時間置き去りにされたことがある。村に行くと、雑貨屋に古本が何十冊もあった。その中に「マジャル語・英語会話マニュアル」というのがあって、旅行者が知っておきたい便利な文例が載っていた。最初のセクションは「道路にて」という見出しで、その中の最初の文（私はすぐに覚えた）は「Dear me, our postilion has been struck by lightning」だった。こんなことはハンガリーでしか起こりえず、起こったとしてもこんなことを言うのはハンガリー人だけだろう。
この本の序文によると、報告されている旅行は「1918年の休戦後の3年間」に行われたものであり、デスペンサーがこの文例を発見したのは1919年から1921年の間となる。イギリスの放送作家ナイジェル・リースは、クイズ番組クォート・アンクォートのニュースレター2008年4月号にて「このデスペンサーの本で一般に知られるようになった」と推測している。

## 著名人による言及
アメリカの作家ジェームズ・サーバーが雑誌『ザ・ニューヨーカー』に1937年に発表した「わが家にまさるところなし」と題する記事には「帝政ロシアの時代の文例集には『ああ、我々の騎乗御者が雷に打たれてしまった!』と書かれているが、このような『幻想的な災害』は『皇帝の時代でさえ』珍しかったに違いない」と書かれている。サーバーはこの文例をロンドンの雑誌記者から聞いたと説明している。
アメリカの作家ジェームズ・ミッチェナーの1954年の小説「サヨナラ」には、ヒロインのハナオギがアメリカ人の恋人と会話するため英語文例集を覚えようとして、そこに書かれたこの文例を恋人に披露して困惑させるシーンがある。
イギリスの詩人パトリシア・ビアーが1967年に「The Postilion Has Been Struck By Lightning」という題で「彼は私が知っている最高の騎乗御者だった（He was the best postilion I ever had. ）」で始まる2編からなる詩を書いている。。この詩は後にThe Oxford Book of Contemporary Verseに選ばれた。
1977年、俳優のダーク・ボガードは自伝第1巻に「A Postillion Struck By Lightning」という題をつけている。ボガードによれば、幼少期にフランスで休暇を過ごしているときにこの文章を聞いたという。それは他の家族の乳母が持っていた古いフランス語の文例集に書かれていた。
言語学者のデビッド・クリスタルは、1995年に発表した論文の中で、「教育の中で導入された（実際に使われる可能性がほとんどない）センテンス」を「ポスティリオン・センテンス」と呼んだ。クリスタルはこのような文の有名な例として「The postilion has been struck by lightning」というフレーズを挙げている。さらには「言語障害のある子どもたちが日常的に使っている文の中には、この種のものが思いのほか多い」と述べ、「That table's got four legs」や「Clap (your) hands！」などの例を挙げている。クリスタルは「教育や治療の時間を活かすためには、後付けの文章は避けるべきだ」と結論づけている。